# 萊茵霍爾德·梅斯納爾
萊茵霍爾德·梅斯納爾（義大利語：Reinhold Andreas Messner，1944年9月17日—），來自南蒂羅爾的義大利登山家兼探險家，常被人稱為有史以來最偉大的登山運動員。最令他名聲遠揚的壯舉包括人類史上首次不用氧氣補給獨立登頂珠峰成功；他亦是第一個登頂世上所有十四座八千米山峰的人。
梅斯納爾是第一個不使用雪地摩托車或狗拉雪橇穿越南極洲和格陵蘭島的人，並且獨自穿越了戈壁沙漠。
1999年至2004年，梅斯納擔任義大利東北部歐洲議會議員和綠黨聯合會成員。
梅斯納已經出版了80多本關於登山者和探險家經歷的書籍。2010年，他榮獲第二屆金冰鎬終身成就獎。2018年，他與克日什托夫·維利茨基共同獲得了體育類阿斯圖里亞斯親王獎。

## 早期
梅斯納爾早年熱衷於攀登阿爾卑斯山，並愛上了多洛米蒂山。
當梅斯納爾13歲時，開始與11歲的弟弟岡瑟一起登山。
自1960年代以來，受到赫爾曼·布爾（Hermann Buhl）的啟發，梅斯納爾成為喜馬拉雅山阿爾卑斯式登山運動的首批也是最熱情的支持者之一，這種登山方式要求使用非常輕便的裝備並在最少的外界幫助下進行攀登。梅斯納爾認為，通常的探險方式（他稱之為「圍攻戰術」）是不尊重大自然的。

## 攀登紀錄

### 八千公尺高峰
梅斯納爾是世界上第一個不使用輔助氧氣攀登全部十四座八千公尺高峰的人:
| 年度 | 山峰 | 備註 |
| ---- | --- | --- |
| 1970 | 南迦帕爾巴特峰 (8,125米或26,657英尺)                                                                     | 首次攀登未攀登過的魯帕爾山壁，並首次與他的兄弟岡瑟·梅斯納爾一起沿著未探索的迪亞米爾山壁下山橫跨這座山。在這次登頂之前，梅斯納爾從未到訪過世界屋脊，他到達的最高海拔是在1969年的安第斯山脈探險中。                                                          |
| 1972 | 馬納斯盧峰 (8,163米或26,781英尺)                                                                         | 首次攀爬未曾攀登過的西南壁並首次不使用輔助氧氣登上馬納斯魯峰。 |
| 1975 | 加舒爾布魯木I峰 (8,080米或26,510英尺)                                                                    | 與Peter Habeler一起首次不借助輔助氧氣攀登。 |
| 1978 | 珠穆朗瑪峰 (8,848米或29,029英尺) 南迦帕爾巴特峰 (8,125米或26,657英尺)                                    | 首次不借助輔助氧氣登頂珠穆朗瑪峰（與彼得·哈貝勒合作）。 南迦帕爾巴特峰: 首次從大本營獨自登頂八千米高峰。他在迪亞米爾峰上開闢了一條新路線，之後再也沒有人重複過。                                                                                           |
| 1979 | K2 (8,611米或28,251英尺)                                                                                 | 跟隨麥克·達赫爾（Michael Dacher）在阿布魯齊山脊（Abruzzi Spur）上以阿爾卑斯式風格進行部分攀登。 |
| 1980 | 珠穆朗瑪峰 (8,848米或29,029英尺)                                                                         | 第一個在季風期間獨自、不借助輔助氧氣從大本營登頂的登山者。他在北面開闢了一條新路線。 |
| 1981 | 希夏邦馬峰 (8,027米或26,335英尺)                                                                         | 與弗里德爾·穆特施萊希納一起攀登。 |
| 1982 | 干城章嘉峰 (8,586米或28,169英尺) 加舒爾布魯木II峰 (8,034米或26,358英尺) 布洛阿特峰 (8,051米或26,414英尺) | 干城章嘉峰北壁的新路線，部分採用阿爾卑斯式風格，由弗里德爾·穆特施萊希納帶領。 加舒爾布魯木II峰和布洛阿特峰：兩者皆與Sher Khan和納齊爾·沙比爾（Nazir Sabir）一起登頂。 梅斯納爾成為第一個在一個季節內攀登三座8000公尺山峰的人。冬季攀登卓奧友峰的嘗試失敗。 |
| 1983 | 卓奧友峰 (8,188米或26,864英尺)                                                                           | 與漢斯·卡默蘭德和麥克·達赫爾一起沿著一條部分全新的路線攀登。 |
| 1984 | 加舒爾布魯木I峰 (8,080米或26,510英尺) 加舒爾布魯木II峰 (8,034米或26,358英尺)                             | 首次穿越兩座八千公尺高峰且未返回大本營（與漢斯·卡默蘭德一起）。 |
| 1985 | 安納布爾納峰 (8,091米或26,545英尺) 道拉吉里峰 (8,167米或26,795英尺)                                      | 首次攀登安納布爾納峰未曾攀登過的西北壁。兩次攀登均與漢斯·卡默蘭德一起進行。 |
| 1986 | 馬卡魯峰 (8,485米或27,838英尺) 洛子峰 (8,516米或27,940英尺)                                              | 馬卡魯峰：與漢斯·卡默蘭德（Hans Kammerlander）和弗里德爾·穆特施萊希納（Friedl Mutschlechner）一起攀登 洛子峰：與漢斯·卡默蘭德一起攀登。 梅斯納爾成為第一個攀登全部14座八千公尺高峰的人。                                                                   |

### 其餘探險

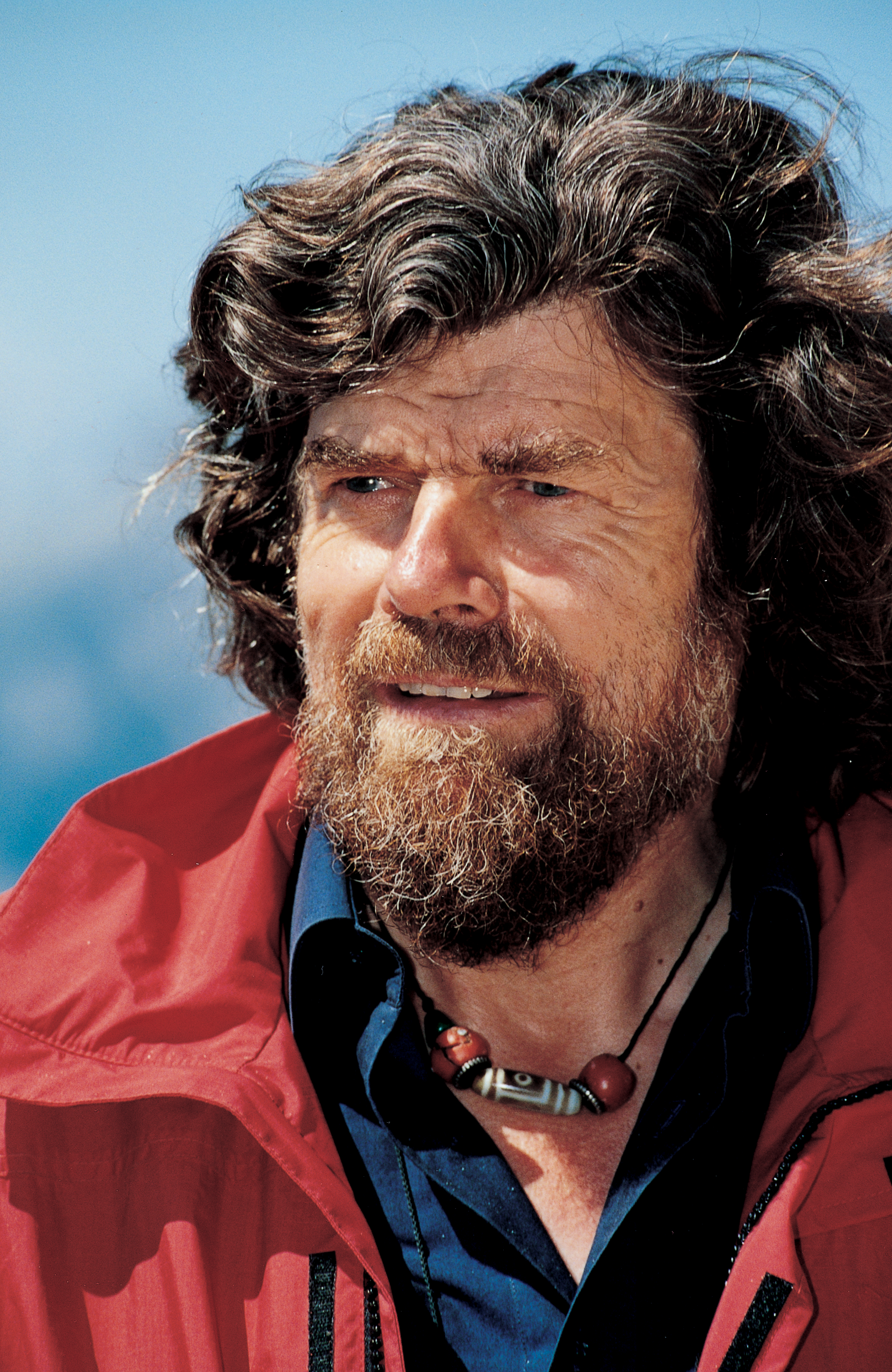

- 1971年－前往伊朗、尼泊爾、紐幾內亞、巴基斯坦和東非山區旅行。
- 1972年－攀登興都庫什山脈的諾沙克峰（7,492公尺或24,580英尺）。
- 1973年－馬爾莫拉達山西柱，首次攀登；富爾凱塔山西壁，首次攀登。
- 1974年－阿空加瓜山南牆（6,959 公尺或 22,831 英尺），部分新建「南蒂羅爾路線」；與彼得·哈貝勒（Peter Habeler）在10小時內攀登了艾格峰北壁（對於一支被繩索束縛的隊伍來說，這一記錄保持了34年）。
- 1976年－麥金利山（6,193公尺或 20,318英尺），“午夜太陽的臉”，首次攀登。
- 1978年－乞力馬扎羅山（5,895公尺或19,341英尺），“突破牆”，首次攀登。
- 1979年－阿瑪達布拉姆峰救援嘗試；首次攀登非洲阿哈加爾高原。
- 1981年－扎姆朗峰（7,317公尺或 24,006英尺）中心北壁，首次攀登。
- 1984年－與漢斯·卡默蘭德（Hans Kammerlander）一起雙程橫跨加舒爾布魯木II峰和I峰。
- 1985年－橫越西藏，探索岡仁波齊峰。
- 1986年－穿越西藏東部；1986年12月3日，登頂南極洲文森峰（海拔4,897公尺或16,066英尺），成為第一個在珠穆朗瑪峰上不使用輔助氧氣登頂七大峰的人。
- 1987年－不丹之旅；帕米爾之旅。
- 1988年－雪人及西藏獨自探險。
- 1989至1990年－與阿維德·福克斯（Arved Fuchs）一起徒步穿越南極洲（越過南極點），行程2,800公里（1,700 英里）。
- 1991年－穿越不丹（東西）；「南蒂羅爾週邊」定位練習，他間接參與了冰人奧茲的發現，並成為木乃伊發現第二天在現場檢查成員之一。
- 1992年－登頂欽博拉索山（6,310 公尺或 20,700 英尺）；穿越新疆塔克拉瑪干沙漠。
- 1993年－尼泊爾多爾波、木斯塘王國和馬南之旅；徒步縱向穿越格陵蘭島（對角線），行程2,200公里（1,400 英里）。
- 1994年－北印度根戈德里、林伽地區清潔計畫（6,543 公尺或 21,467 英尺）;至魯文佐里山脈（5,119 公尺或 16,795 英尺）。
- 1995年－穿越北極（西伯利亞至加拿大）失敗；前往阿爾泰山脈別盧哈山（4,506 公尺或 14,783 英尺）、西伯利亞。
- 1996年－穿越西藏東部和岡仁波齊峰。
- 1997年－康巴之旅（西藏東部）喀喇崑崙山脈小型探險；在坦尚尼亞倫蓋火山（馬賽人的聖山）拍攝。
- 1998年－阿爾泰山脈（蒙古）和阿他加馬高原（安第斯山脈）之旅。
- 1999年－拍攝亞利桑那州聖弗朗西斯科峰（納瓦霍人的聖山）；印度塔爾沙漠之旅。
- 2000年－沿著沙克爾頓路線穿越南喬治亞島；南迦帕爾巴特峰探險；在日本富士山拍攝ZDF系列《Wohnungen der Götter 》（～「眾神之家」）。
- 2001年－達蘭薩拉和喜馬拉雅山麓/印度；ZDF 系列《Gunungen der Götter》在峇里島的阿貢火山。
- 2002年－為慶祝“國際山岳年”，訪問安第斯山脈並登頂厄瓜多科托帕希火山（5,897 米或 19,347 英尺）。
- 2003年－健行登頂珠穆朗瑪峰（首次成功登頂五十週年）；前往法蘭茲約瑟夫地群島/北極的旅行；10月1日，巴基斯坦南迦帕爾巴特峰迪亞米爾山谷「岡瑟山學校」開學。
- 2004年－徒步縱向穿越戈壁沙漠（蒙古），行程約2,000公里（1,200 英里）。
- 2005年－蒙古迪瓦游牧民族之旅；巴基斯坦南迦帕爾巴特峰週邊的“時光之旅”。